# Radoszlav Zdravkov
Radoszlav Metodiev Zdravkov (bolgárul: Радослав Meтoдиeв Здравков, Szófia, 1956. július 30. – ) bolgár válogatott labdarúgó, középpályás és edző.

## Pályafutása

### Klubcsapatban
1973-ban kezdte a pályafutását a Lokomotiv Szofija csapatában. 1980 és 1986 között a CSZKA Szofiját erősítette, melynek színeiben négy bajnoki címet (1980, 1981, 1982, 1983) szerzett és két alkalommal nyerte meg a bolgár kupát (1983, 1985). 1982-ben az év labdarúgójának választották Bulgáriában. 1986-ban Portugáliába szerződött a Chaves együtteséhez. 1989 és 1990 között a Braga, 1990 és 1991 között a Paços Ferreira labdarúgója volt. 1991 és 1992 között az FC Felgueiras együttesében játszott játékosedzőként. 1992-ben hazatért a Jantra Gabrovo csapatához, melynek szintén játékosedzője volt. 1994-ben a Litex Lovecs színeiben fejezte be a pályafutását.

### A válogatottban
1975 és 1988 között 67 alkalommal szerepelt a bolgár válogatottban és 10 gólt szerzett. Részt vett az 1986-os világbajnokságon.

### Edzőként
1991 és 1992 között az FC Felgueiras, 1992 és 1993 között a Jantra Gabrovo, 1993 és 1994 között a Litex Lovecs csapatát irányította játékosedzőként. 1994 és 1995 között a Lokomotiv Szofija, 1996-ban a Szlavija Szofija, 1997-ben a Lokomotiv Plovdiv  vezetőedzője volt. Az 1998–99-es szezonban a Szpartak Varna csapatánál vállalt munkát. Később dolgozott még a Cserno More Varna (1999–2000), a Lokomotiv Szofija (2000–01), a Szpartak Varna (2004–05), a Beroe Sztara Zagora (2007–08), Szpartak Varna (2008), a Ludogorec Razgrad II (2017–19) és a Lokomotiv Szofija (2019–20) együttesénél. 2021 és 2022 között a CSZKA 1948 Szofijánál dolgozott sportigazgatóként.

## Sikerei, díjai

### Játékosként
CSZKA Szofija
- Bolgár bajnok (4): 1979–80, 1980–81, 1981–82, 1982–83
- Bolgár kupagyőztes (2): 1982–83, 1984–85

Egyéni
- Az év bolgár labdarúgója (1): 1982